# 国際連合安全保障理事会決議502
国際連合安全保障理事会決議502（こくさいれんごうあんぜんほしょうりじかいけつぎ502、英: United Nations Security Council Resolution 502）は、1982年4月3日に国際連合安全保障理事会で採択された決議である。
この決議はフォークランド紛争に関係していた。
安保理は、アルゼンチン軍によるフォークランド諸島侵攻に対して懸念を表明した上で、アルゼンチンとイギリスの即時停戦とアルゼンチン軍の完全撤退を要求した。また、アルゼンチン政府とイギリス政府に対して、外交的な解決を図り、軍事行動を控えるように要求した。
決議案は、イギリスの国連大使アンソニー・パーソンズ卿により提出され、賛成10（フランス、イギリス、アメリカ合衆国、ザイール、ガイアナ、アイルランド、ヨルダン、日本、トーゴ、ウガンダ）、反対1（パナマ）、棄権4（中華人民共和国、ポーランド、スペイン、ソビエト連邦）で採択された。
この決議は、イギリスに有利なものであり、国際連合憲章第7章第51条の発動と自衛権を主張する選択肢を認めたこととなった。イギリス連邦加盟国と欧州経済共同体による支援もあり、後にアルゼンチンに対して国際的な制裁が科された。